# Charles Darwin
För andra betydelser, se Charles Darwin (olika betydelser).
Charles Robert Darwin, född 12 februari 1809 i Shrewsbury, Shropshire, död 19 april 1882 i Downe, Kent, var den brittiske biolog, zoolog, geolog, teolog och forskare som upptäckte och framlade övertygande belägg för att alla arter av liv har utvecklats över tiden från ett gemensamt ursprung genom den process som han kallade naturligt urval. Det faktum att evolution sker, blev accepterat av den vetenskapliga världen och stora delar av allmänheten under hans livstid, medan hans teori om naturligt urval i stor utsträckning kom att ses som den främsta förklaringen till evolutionsprocessen på 1930-talet, och nu bildar basen till modern evolutionslära. I modifierad form är Darwins vetenskapliga upptäckt den förenande teorin i biologin och ger en logisk förklaring till livets mångfald.
Vid Edinburghs universitet försummade Darwin sina medicinstudier för att undersöka havslevande ryggradslösa djur och sedan uppmuntrade University of Cambridge honom att utveckla en passion för naturvetenskap. Hans femåriga resa på HMS Beagle etablerade honom som framstående geolog vars observationer och teorier stödde Charles Lyells aktualistiska idéer och publiceringen av hans dagbok från resan gjorde honom känd som populärförfattare. Darwin förbryllades av den geografiska spridningen av naturliv och fossil som han samlade på resan, undersökte arternas transmutation och kom på sin teori om naturligt urval  1838. Han diskuterade sina idéer med flera naturforskare, men behövde tid för utförliga efterforskningar och prioriterade sitt geologiska arbete. Han höll på att utarbeta sin teori 1858 när Alfred Russel Wallace skickade honom en essä som beskrev samma idé, vilket ledde till att de omedelbart publicerade båda sina teorier gemensamt.
Hans bok Om arternas uppkomst från 1859 etablerade evolutionär härstamning med modifiering som den dominerande vetenskapliga förklaringen av mångfalden i naturen. Han undersökte människans utveckling och sexuellt urval i Människans härledning och könsurvalet, följd av Känslouttryck hos människor och djur. Hans forskning om växter publicerades i en serie böcker och i hans sista bok undersökte han daggmaskar och deras effekt på jorden.
Som ett erkännande av Darwins betydelse blev han en av de fem icke-kungliga personer i Storbritannien under 1800-talet som hedrades med en statsbegravning, och begravdes i Westminster Abbey, nära John Herschel och Isaac Newton.

## Biografi

### Barndom och utbildning

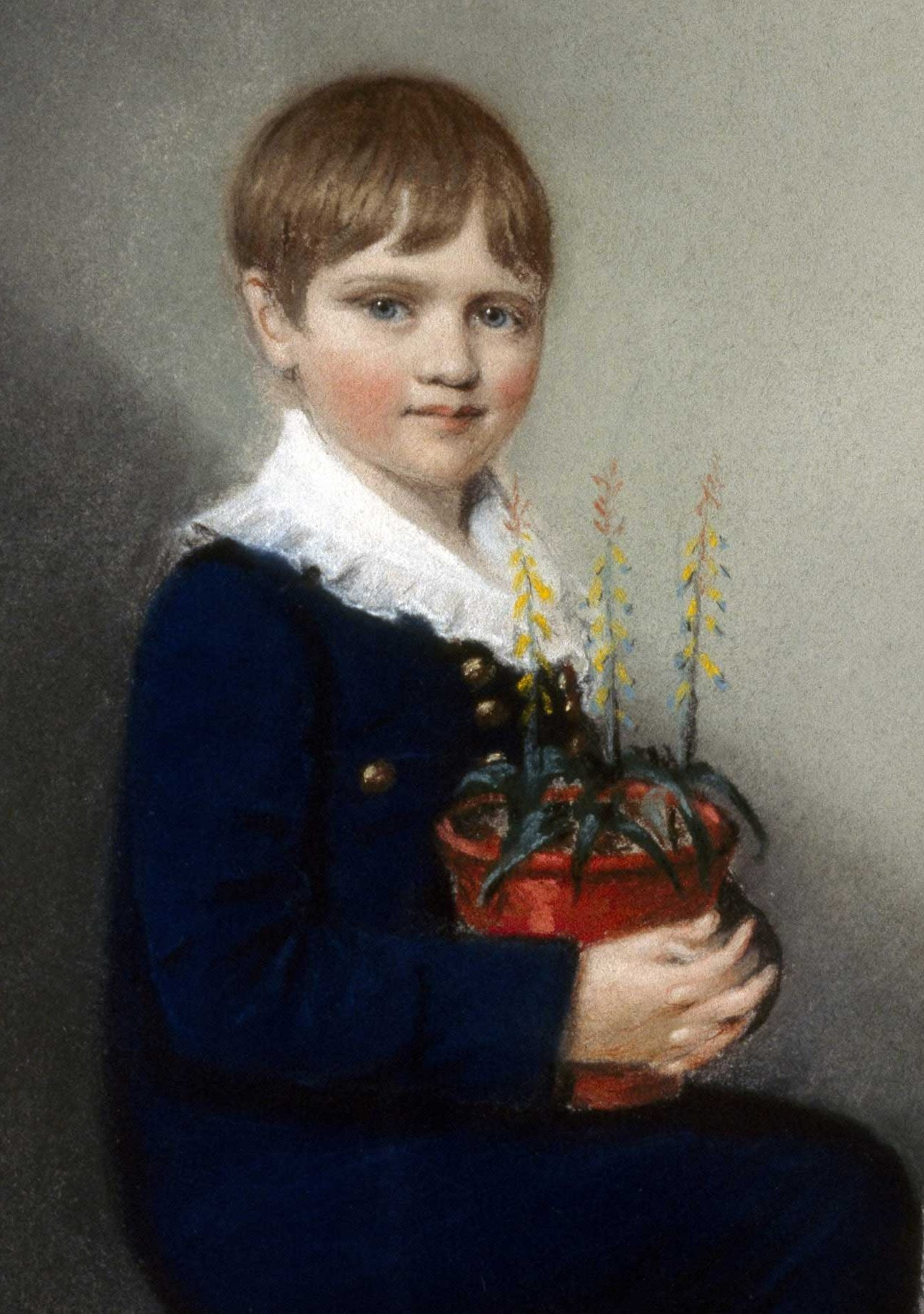
Den sjuårige Charles Darwin 1816.

Charles Robert Darwin föddes och växte upp i en välbeställd familj i Shrewsbury med två systrar och en äldre bror. Han föddes 12 februari 1809 i familjens hem, the Mount. Han var det femte av sex barn till den välbärgade societetsdoktorn och finansmannen Robert Darwin, och Susannah Darwin, född Wedgwood. Han var sonson till Erasmus Darwin och dotterson till Josiah Wedgwood. Båda familjerna var till stor del unitarier, men Wedgwoods antog anglikanism. Robert Darwin, som själv i tysthet var fritänkare, lät döpa Charles i den anglikanska kyrkan, men Charles och hans syskon gick i det unitariska kapellet med sin mor. Den åttaårige Charles hade redan smak för naturhistoria och samlande när han gick med i den dagskola som drevs av kapellets predikant 1817. I juli det året dog hans mor. Han uppfostrades därefter av sina äldre systrar. Från september 1818 anslöt han sig till sin storebror Erasmus och gick på den närbelägna anglikanska internatskolan Shrewsbury School.
Darwin tillbringade sommaren 1825 som läkarlärling, och hjälpte sin far att behandla de fattiga i Shropshire, innan han åkte med Erasmus till Edinburghs universitet. Han tyckte att föreläsningar var tråkiga och kirurgi uppskakande, så han försummade sina medicinstudier. Han lärde sig taxidermi av John Edmonstone, en frigiven svart slav som hade åtföljt Charles Waterton i Sydamerikas regnskog, och satt ofta med denna "mycket trevlige och intelligente man".
Under Darwins andra år gick han med i Plinian Society, en naturhistoriegrupp bland studenter, vars debatter rörde sig in i radikal materialism. Han bistod vid Robert Edmond Grants undersökningar av anatomi och livscykeln hos havslevande ryggradslösa djur i Firth of Forth, och presenterade i mars 1827 i Plinian Society sin egen upptäckt att svarta sporer som hittats i ostronskal var ägg från en rockigel. En dag prisade Grant Lamarcks idéer om evolution. Darwin blev förbluffad, men hade nyligen läst sin farfar Erasmus likartade idéer och förblev indifferent. Darwin var ganska uttråkad av Robert Jamesons kurs i naturhistoria som täckte geologi, däribland debatten neptunism och plutonism. Han lärde sig klassificering av växter och bistod med arbete på samlingarna i University Museum, ett av de största museerna i dåtidens Europa.
Denna försummelse av medicinstudier förargade hans far, som listigt skickade honom till Christ’s College i Cambridge, för en Bachelor of Arts-examen som första steg mot att bli anglikansk präst. Darwin började där i januari 1828, men föredrog ridning och skytte framför studierna. Hans kusin William Darwin Fox introducerade honom till den populära hobbyn att samla skalbaggar, vilket han ägnade sig åt med entusiasm, och fick några av sina fynd publicerade i James Francis Stephens Illustrations of British entomology. Han blev nära vän och lärjunge till botanikprofessorn John Stevens Henslow och mötte andra ledande naturalister som såg vetenskapligt arbete som naturlig religion, och blev känd för dessa universitetslärare som "mannen som går med Henslow". När tiden närmade sig för slutproven fokuserade Darwin på sina studier och blev förtjust av språket och logiken i William Paleys Evidences of Christianity. I slutprovet i januari 1831 gick det bra för Darwin, som kom på tionde plats av de 178 som blev godkända.
Darwin var tvungen att stanna i Cambridge till juni. Han studerade Paleys Natural Theology som framförde ett argument för gudomlig utformning i naturen, och förklara adaptation som att Gud verkade genom naturens lagar. Han läste John Herschels nya bok som beskrev naturfilosofins högsta mål som att förstå sådana lagar genom induktion baserat på observation, och Alexander von Humboldts berättelse om vetenskapliga expeditioner. Inspirerad med "en brinnande entusiasm" att bidra planerade Darwin att besöka Teneriffa med några klasskamrater efter examen för att studera naturhistoria i tropikerna. Som förberedelse gick han med i Adam Sedgwicks geologikurs och åkte sedan med honom på sommaren och kartlade geologiska skikt i Wales. Efter två veckor med studentvänner i Barmouth återvände han hem. Väl hemma fann han ett brev från Henslow i vilket denne föreslog Darwin som en lämplig (om än ofullbordad) naturalist-gentleman, och lämplig kandidat för en självfinansierad plats med kapten Robert FitzRoy på HMS Beagle, mer som kompanjon än bara samlare, vilken skulle avresa fyra veckor senare på en expedition med syfte att kartlägga Sydamerikas kustlinje. Hans far motsatte sig den planerade tvååriga resan, och såg den som bortkastad tid, men övertalades av sin svåger, Josiah Wedgwood, att godkänna sin sons medverkan.

### Resan medBeagle

Resan med Beagle

Resan med Beagle varade i nästan fem år och tog Darwin jorden runt. Under resan började Darwin att fundera över hur arterna utvecklats ur varandra. Darwin tillbringade, som FitzRoy hade avsett, större delen av tiden på land med att undersöka geologi och göra naturhistoriska samlingar, medan Beagle kartlade kuster. Han förde noggranna anteckningar om sina observationer och teoretiska spekulationer, och då och då under resan skickades hans prover till Cambridge tillsammans med brev, däribland en kopia av hans dagbok, till hans familj. Han hade viss expertis inom geologi, skalbaggssamlande och dissektion av havslevande ryggradslösa djur, men på alla andra områden var han en novis och samlade skickligt prover för expertutlåtanden. Trots att han vid upprepade tillfällen led svårt av sjösjuka på havet handlar de flesta av hans anteckningar om havslevande ryggradslösa djur, med början med plankton som samlats in under en lugn period.
På deras första anhalt i land på St Jago fann Darwin att ett vitt band högt upp i de vulkaniska klipporna innehöll snäckskal. FitzRoy hade givit honom första bandet av Charles Lyells Principles of Geology som lade fram aktualistiska tankar om att land långsamt höjer sig eller sänker sig under mycket långa perioder, och Darwin såg saker på Lyells sätt. Han bildade teorier och funderade på att skriva en bok om geologi.
I Brasilien blev Darwin förtjust i den tropiska skogen, men avskydde åsynen av slaveri.
Vid Punta Alta nära Buenos Aires gjorde han en viktig upptäckt av fossil av stora utdöda däggdjur i klippor jämte moderna snäckskal, vilket tydde på nyligt utdöende utan tecken på klimatförändring eller katastrof. Han identifierade den föga kända Megatherium, med benpansar som till en början för honom verkade som en jätteversion av bepansringen på lokala bältdjur. Fynden väckte stort intresse när de nådde England. Med mål att utforska geologi i området och samla fler fossil red Darwin tillsammans med gauchos in i inlandet. Där fick han sociala, politiska och antropologiska insikter i både infödda och koloniala folk vid en revolutionär tid, och fick reda på att två sorters nanduer hade åtskilda men överlappande territorier. Längre söderut såg han trappformiga fält med klappersten och snäckskal som upphöjda stränder. Dessa visade en på att en serie landhöjningar ägt rum. Han läste Lyells andra band och accepterade dess syn på arters "skapelsecentrum" (“centres of creation”), men hans upptäckter och teorier utmanade Lyells idéer om lugn kontinuitet och om arters utdöende.

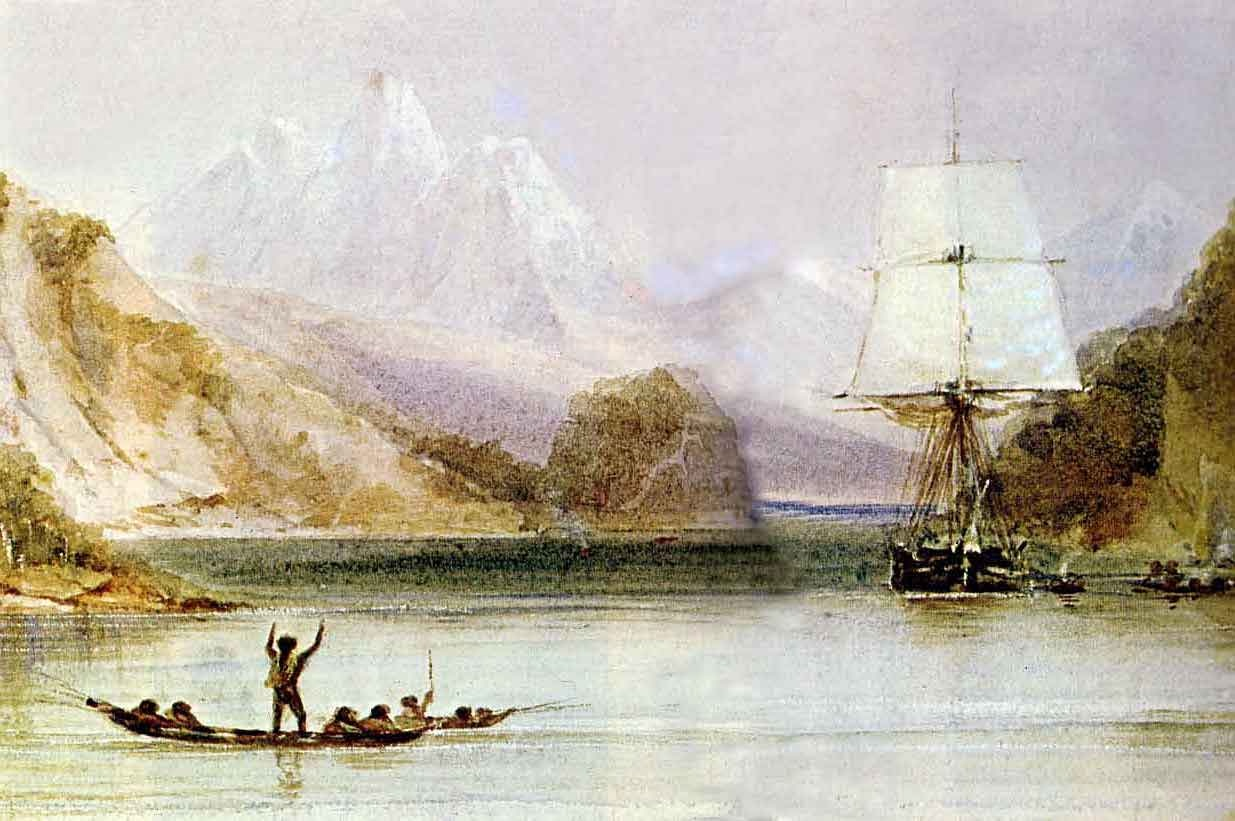
Medan HMS Beagle kartlade Sydamerikas kuster teoretiserade Darwin om geologi och jättelika däggdjurs utdöende.

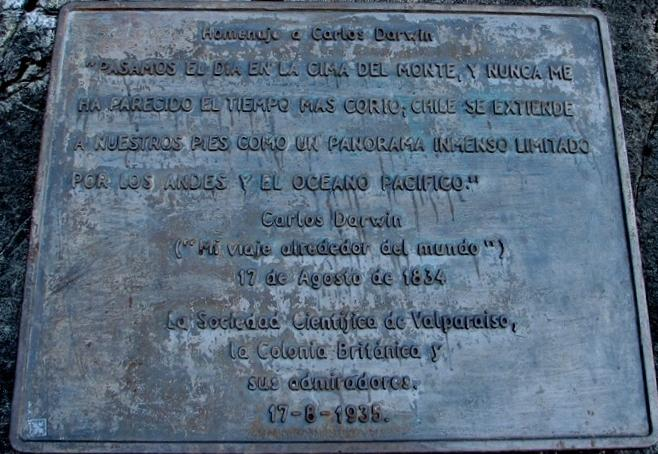
Minnestavla över Charles Darwin i La Campaña nationalpark, Quillota, Chile.

Tre eldsländare ombord, vilka hade tagits till fånga under Beagles första resa och hade tillbringat ett år i England, fördes tillbaka till Eldslandet som missionärer. Darwin tyckte att de var vänliga och civiliserade, men deras släktingar tycktes vara “misserabla, fördärva vildar”, lika annorlunda som vilda djur från tama djur. För Darwin visade skillnaden kulturella framsteg, inte rasmässig underlägsenhet. Till skillnad från sina forskarvänner ansåg han nu att det inte fanns något oöverbryggbart avstånd mellan människor och djur. Eldsländaren som de hade kallat Jemmy Button levde som de andra infödda, hade en fru, och hade ingen önskan att återvända till England.
Darwin upplevde en jordbävning i Chile och såg tecken på att landet just hade höjt sig, däribland musselbäddar som strandats över högvatten. Högt i Anderna såg han snäckskal, och flera fossilträd som hade växt på en sandstrand. Han teoretiserade om att när landet höjde sig sjönk havsöar, och korallrev belägna runt dem växte och bildade atoller.
Galapagosöarna gjorde särskilt stort intryck på honom och på de geologiskt nya Galápagosöarna letade Darwin efter bevis som knöt naturen till ett äldre "skapelsecentrum". Han hittade härmfåglar som var besläktade med dem i Chile men som skilde sig från ö till ö. Han hörde att små variationer i formen på sköldpaddsskal visade vilken ö de kom ifrån, men samlade inte in dem, ens efter att han ätit sköldpaddor som tagits ombord som mat. I Australien tycktes pungdjuret råttkänguru och näbbdjuret så avvikande att Darwin tänkte att det nästan var som om två skilda Skapare hade varit verksamma. Han fann aboriginerna "good-humoured & pleasant", och noterade att de drabbades av den europeiska koloniseringen.
Beagle undersökte också hur atollerna i Kokosöarna hade bildats, och undersökningen stödde Darwins teorier. FitzRoy började skriva den officiella berättelsen om Beagles resor, och efter att han läst Darwins dagbok föreslog han att den skulle införlivas i berättelsen. Darwins dagbok skrevs så småningom om som en separat tredje volym, om naturhistoria.
I Kapstaden mötte Darwin och FitzRoy John Herschel, som nyligen hade skrivit till Lyell och prisat hans aktualism för att den öppnade djärv spekulation om "det mysteriernas mysterium, att utdöda arter ersätts av andra" som "en naturlig till skillnad från en mirakulös process.
När han ordnade sina anteckningar medan skeppet seglade hem skrev Darwin att om hans tilltagande misstankar om härmfåglarna, sköldpaddorna och falklandsräven var korrekta, "underminerar sådana fakta arters stabilitet", och ändrade sedan försiktigt detta till "skulle underminera". Han skrev senare att sådana fakta "tycktes mig kasta lite ljus på arternas ursprung".

### Början till Darwins evolutionsteori

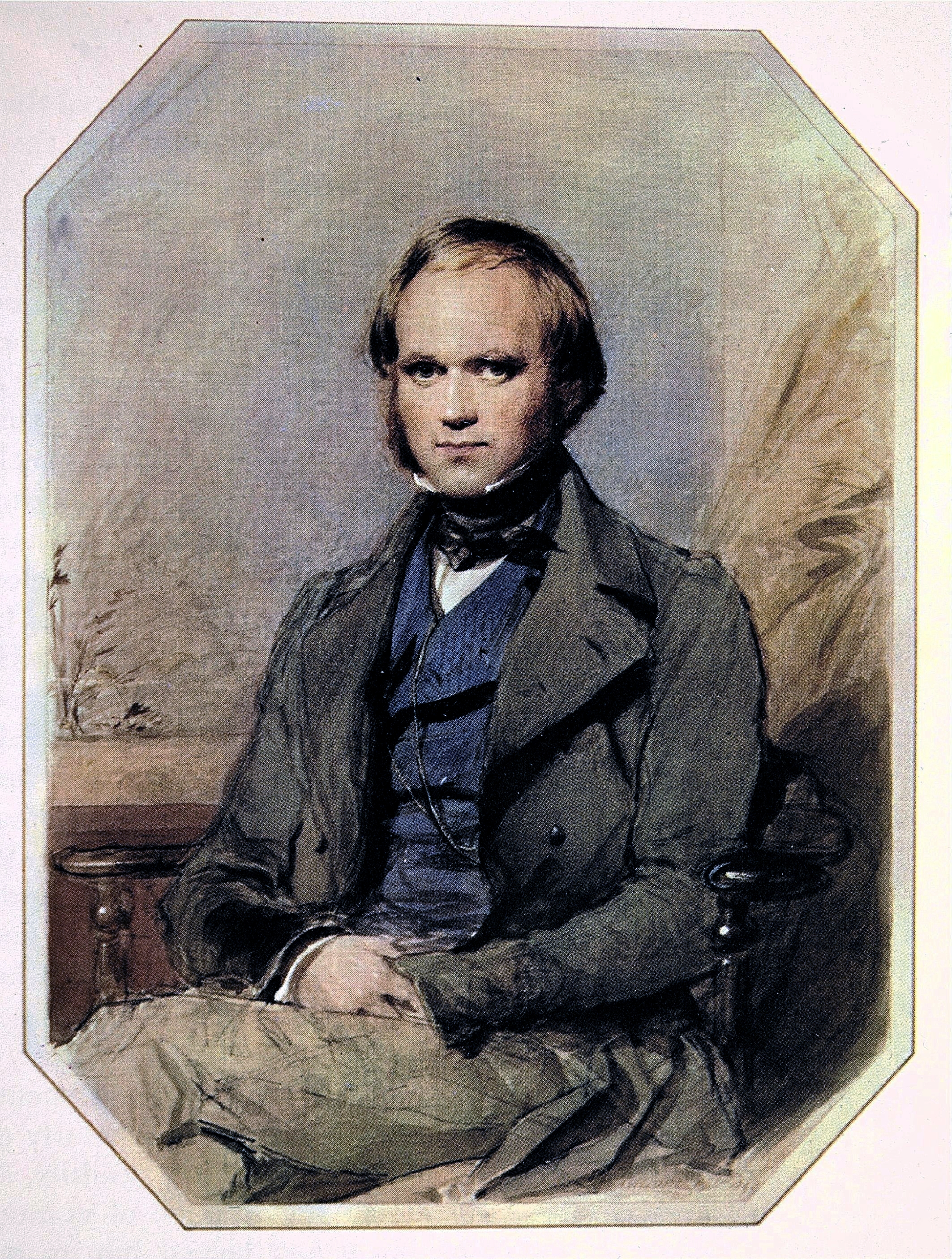
Medan han ännu var ung blev Charles Darwin medlem av den vetenskapliga eliten.

När Beagle återvände den 2 oktober 1836 var Darwin redan en kändis i vetenskapliga kretsar, då Henslow i december 1835 hade gynnat sin tidigare elevs rykte genom att ge utvalda naturalister en skrift med Darwins geologiska brev.
Darwin besökte sitt hem i Shrewsbury och träffade släktingar, skyndade sedan till Cambridge för att träffa Henslow, som gav råd om att hitta naturalister som var tillgängliga för att katalogisera samlingarna och gick med på att ta hand om de botaniska proverna. Darwins far organiserade investeringar, som gjorde det möjligt för sonen att bli en självfinansierad vetenskaps-gentleman, och en ivrig Darwin for omkring bland institutionerna i London, firades och sökte experter för att beskriva samlingarna. Zoologerna hade mycket oavslutat arbete, och det fanns en risk att prover bara skulle lämnas liggande på lager.
Charles Lyell mötte ivrigt Darwin för första gången den 29 oktober och presenterade honom för den lovande anatomen Richard Owen, som hade tillgång till utrustningen i Royal College of Surgeons för att arbeta på de fossila ben som Darwin samlat. Owens överraskande resultat var bland annat gigantiska utdöda sengångare, ett nästan fullständigt skelett av den okända Scelidotherium och en flodhäst-stor gnagaraktig skalle som kallades Toxodon och liknade en jättelik kapybara. Pansarfragmenten kom från Glyptodon, ett jättelikt bältdjur som Darwin hade trott från början. Dessa utdöda djur var nära besläktade med levande arter i Sydamerika.
I mitten av december bosatte Darwin sig i Cambridge, för att organisera arbetet på sina samlingar och skriva om sin dagbok. Han skrev sin första uppsats, där han visade att den sydamerikanska landmassan sakta höjde sig, och läste den med Lyells entusiastiska stöd inför Geological Society of London den 4 januari 1837. Samma dag visade han sina prover av däggdjur och fåglar för Zoological Society of London. Ornitologen John Gould tillkännagav snart att de fåglar på Galápagosöarna som Darwin hade trott var en blandning av trupialer, “gros-beaks” och finkar i själva verket var tolv skilda arter av finkar. Den 17 februari invaldes Darwin i rådet för Geographical Society och Lyells ordförandetal presenterade Owens resultat om Darwins fossil, och betonade arternas geografiska kontinuitet som stöd för sina aktualistiska idéer.
Tidigt i mars flyttade Darwin till London för att vara nära sitt arbete, och anslöt sig till Lyells sociala krets av vetenskapsmän och experter såsom Charles Babbage, som beskrev Gud som en programmerare av lagar. John Herschels brev om "mysteriernas mysterium" om nya arter diskuterades i stor utsträckning, och förklaringarna söktes i naturlagar, inte ad hoc-mirakel. Darwin bodde hos sin fritänkande bror Erasmus, en del av denna whig-krets och nära vän till författaren Harriet Martineau som verkade för malthusianismen som låg till grund för Whigs kontroversiella reformer av fattiglagarna för att hindra välfärden från att orsaka överbefolkning och mer fattigdom. Som unitarian välkomnade hon de radikala implikationerna av arternas omvandling, gynnade av Grant och yngre kirurger som var influerade av Geoffroy, men förhatliga för anglikaner som försvarade samhällsordningen.

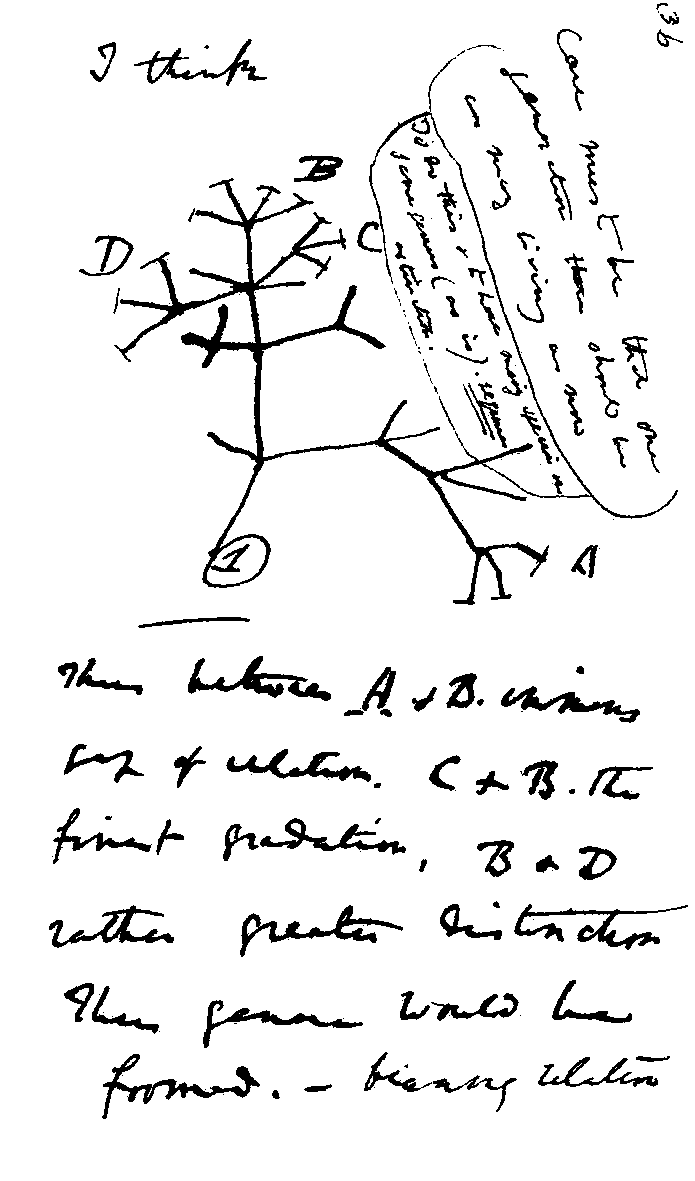
I mitten av juli 1837 påbörjade Darwin sin anteckningsbok “B” om Transmutation of Species ("arternas omvandling"), och skrev på sidan 36 “I think” (det vill säga "tror jag" på svenska) ovanför det första evolutionsträdet.

I deras första möte för att diskutera hans detaljerade upptäckter berättade Gould för Darwin att härmfåglarna från olika öar i Galápagosöarna var skilda arter, inte bara varianter, och gruppen finkar inkluderade “gärdsmygar”. Darwin hade inte etiketterat fåglarna efter ö, men från anteckningar från andra resande med Beagle, däribland FitzRoy, fördelade han arterna till olika öar. De två nanduerna var också skilda arter, och den 14 mars tillkännagav Darwin hur deras fördelning förändrades i sydlig riktning.
Vid mitten av mars spekulerade Darwin i sin Röda anteckningsbok om möjligheten av "en art faktiskt förändras till en annan" för att förklara den geografiska fördelningen av levande arter såsom rheas, och utdöda som Macrauchenia som en jättelik guanaco. Hans tankar om livslängd, asexuell förökning och sexuell förökning utvecklades i hans anteckningsbok “B” kring mitten av juli till variation i avkomma "för att anpassa och ändra rasen till förändrande värld" för att förklara galapagossköldpaddor, härmfåglar och nanduer. Han skissade på en förgrenande härstamning, och sedan en genealogisk förgrening av ett enda evolutionsträd, i vilket "det är absurt att tala om att ett djur är högre än ett annat". Han förkastade Lamarcks idé om självständiga utvecklingslinjer som framskred till högre former.

### Stress, sjukdom och äktenskap
Medan han utvecklade detta intensiva studium av arternas omvandling blev Darwin överbelamrad av annat arbete. När han fortfarande skrev om sin dagbok tog han på sig att redigera och utge expertrapporterna om sina samlingar, och med Henslows hjälp fick han ett bidrag från finansdepartementet, £1000, för att finansiera verket Zoology of the Voyage of H.M.S. Beagle i flera band. Han gick med på orealistiska datum för denna och för en bok om Sydamerikas geologi som gav stöd till Lyells idéer. Darwin blev färdig med sin dagbok omkring 20 juni 1837, just då Drottning Victoria tillträdde tronen, men måste sedan läsa korrektur.
Darwins hälsa tog stryk av pressen. Den 20 september fick han "en obehaglig hjärtklappning", så hans läkare uppmanade honom att avbryta allt arbete och bo på landet i några veckor. Efter att han hade besökt Shrewsbury anslöt han sig till sina Wedgwood-släktingar i Maer Hall i Staffordshire, men fann att de var för ivriga att höra berättelser om hans resor för att ge honom mycket ro. Hans charmerande, intelligenta och bildade kusin Emma Wedgwood, nio månader äldre än Darwin, vårdade hans invalida moster. Hans morbror Jos pekade ut ett område på marken där slagg hade försvunnit under lerjord och föreslog att detta kunde ha orsakats av daggmaskar, vilket inspirerade "en ny och viktig teori" om deras roll i bildandet av mull som Darwin presenterade vid Geological Society den 1 november.
William Whewell pressade Darwin att ta på sig tjänsten som sekreterare för det geologiska sällskapet. Han tackade först nej till arbetet men accepterade posten i mars 1838. Trots slitet med att skriva och redigera rapporterna från Beagle gjorde Darwin anmärkningsvärda framsteg om arternas omvandling, tillvaratog varje tillfälle att fråga naturvetarexperter och, okonventionellt nog, även personer med praktisk erfarenhet såsom bönder och duvuppfödare. Med tiden kom hans forskning att utnyttja information från hans släktingar och barn, familjens butler, grannar, kolonister och tidigare skeppskamrater. Han inkluderade redan från början mänskligheten i sina spekulationer, och när han såg en  orangutang i djurparken den 28 mars 1838 noterade han dess barnliknande beteende.
Stressen gjorde sig påmind, och i juni låg han i dagar med magproblem, huvudvärk och hjärtsymptom. För resten av sitt liv blev han upprepade gånger arbetsoförmögen av episoder av magsmärtor, kräkningar, svåra bölder, hjärtklappning, skakningar och andra symptom, särskilt under tider av stress såsom när han deltog i möten eller var på besök. Orsaken till Darwins sjukdom förblev okänd, och försök att behandla honom hade ringa framgång.
Den 23 juni tog han en paus och åkte på geologiresa till Skottland. Han besökte Glen Roy i strålande väder för att se de parallella "vägar" som skurits in i bergssidorna på tre höjdnivåer. Han publicerade senare sin åsikt att dessa var marina upphöjda stränder, men blev senare tvungen att acceptera att de var strandlinjer av en issjö.
Darwin återvände fullt återställd till Shrewsbury i juli. Han var van att skriva ner dagliga anteckningar om djuravel, och skrev ner osammanhängande tankar om karriär och framtidsutsikter på två papperslappar, en med kolumner med rubrikerna “Marry” ("gifta sig") och “Not Marry” ("inte gifta sig"). Bland fördelarna fanns
"ständig följeslagare och en vän i ålderdomen;... bättre än en hund i alla fall", mot punkter som "mindre pengar till böcker" och "förfärlig tidsförlust." Han bestämde sig för att gifta sig, diskuterade det med sin far och reste sedan och besökte Emma den 29 juli. Det blev inte av att fria, men mot sin fars råd nämnde han sina idéer om arternas omvandling.
Darwin fortsatte sin forskning i London. Hans omfattande läsning omfattade nu den sjätte utgåvan av Malthus An Essay on the Principle of Population
| ” | I oktober 1838, alltså femton månader efter att jag hade inlett min systematiska undersökning, råkade jag för nöjes skull läsa Malthus on Population, och då jag var väl förberedd på att inse kampen för tillvaron som överallt pågår från långvarig observation av djurs och växters vanor, slog det mig genast att under dessa omständigheter gynnsamma variationer tenderar att bibehållas, och ogynnsamma förstörs. Resultatet av detta skulle bli bildandet av nya arter. Här hade jag då slutligen fått en teori att arbeta efter... | „ |

Malthus hävdade att om inte mängden människor hålls under kontroll ökar den i en geometrisk följd och överskrider snart tillgången på mat i vad som är känt som en malthusiansk katastrof. Darwin var väl förberedd att se genast att detta också gällde för de Candolles “arternas krig” mellan växter och kampen för tillvaron bland vilda djur, vilket förklarade hur antalet av en art hölls ungefärligen stabilt. Eftersom arter alltid förökar sig bortom de tillgängliga resurserna, skulle gynnsamma variationer göra organismer bättre på att överleva och föra vidare variationerna till sin avkomma, medan ogynnsamma variationer skulle förloras. Detta skulle få till följd att en ny art bildas. Den 28 september 1838 noterade han denna insikt, och beskrev det som en sorts kilning, som tvingade anpassade strukturer in i klyftor i naturens ekonomi medan svagare strukturer wedging, forcing adapted structures into gaps in the economy of nature as weaker structures were stöttes ut. Över de följande månaderna jämförde han bönder som valde den bästa avelsboskapen med en malthusiansk Natur som valde från varianter som framkastats av "slumpen" så att "varje del av [varje] nyförvärvad struktur är fullt utövad och fulländad", och tyckte att denna analogi var "den vackraste delen av min teori".

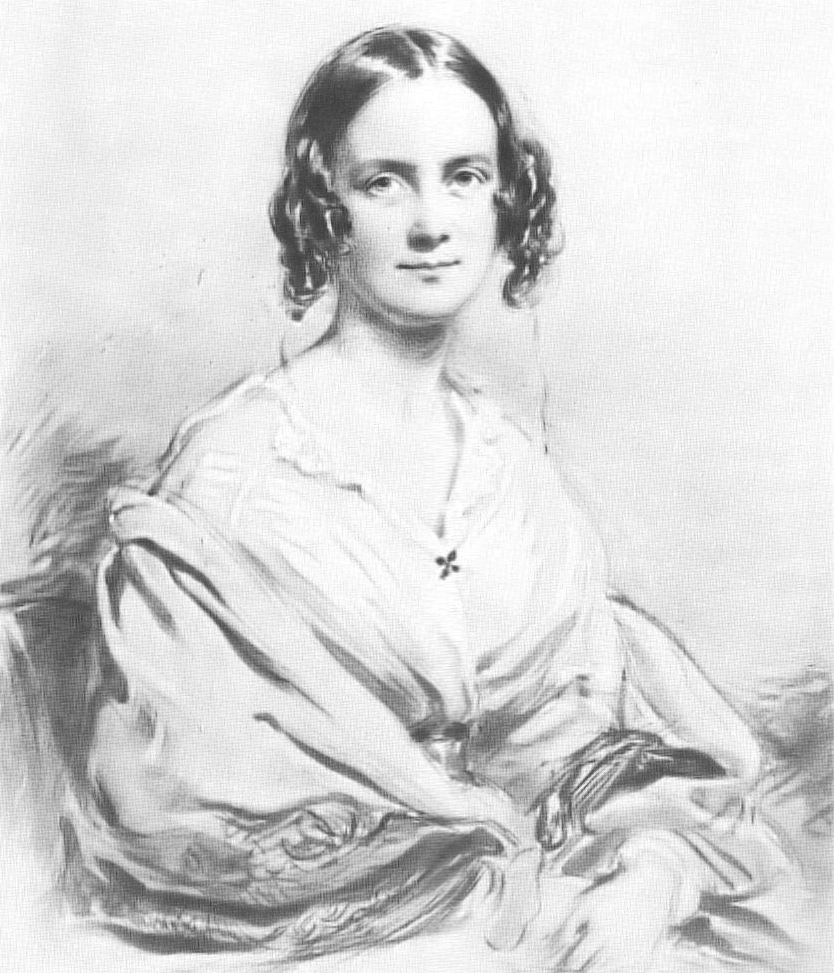
Darwin valde att gifta sig med sin kusin, Emma Wedgwood. Emma var dessutom Darwins svägerska, eftersom hennes bror var gift med Darwins syster

Den 11 november återvände han till Maer och friade till Emma. Än en gång berättade han om sina idéer för henne. Hon tackade ja, och visade sedan i en brevväxling hur hon värdesatte hans öppenhet i att delge deras olikheter, och uttryckte också sin starka unitariska tro och oro för att hans ärliga tvivel kunde skilja dem åt i livet efter detta. Medan han letade efter hus i London, fortsatte anfall av sjukdom. Emma skrev till honom och uppmanade honom att vila. Närmast profetiskt anmärkte hon "Var inte sjuk längre min käre Charley tills jag kan vara hos dig för att vårda dig." Han hittade vad de kallade “Macaw Cottage” ("Arastugan", på grund av dess pråliga interiör) på Gower Street, och flyttade sedan in sitt “museum” in över julen. Den 24 januari 1839 invaldes Darwin som Fellow of the Royal Society.
Den 29 januari gifte sig Darwin och Emma Wedgwood i Maer i en anglikansk ceremoni som arrangerats för att passa unitarierna. Därefter tog de omedelbart tåget till London och sitt nya hem.

### Arbete med teorin om naturligt urval
Darwin hade nu ramverket till sin teori om naturligt urval "att arbeta efter", som sin "främsta hobby". Han forskade bland annat om djurskötsel och gjorde omfattande experiment med växter. Han hittade bevis på att arter inte var fasta och undersökte många detaljerade idéer för att förfina och underbygga sin teori. Under mer än ett årtionde var detta arbete i bakgrunden till hans huvudsakliga sysselsättning, publiceringen av de vetenskapliga resultaten från resan med Beagle.
När FitzRoys Narrative publicerades i maj 1839, var dess tredje band, Darwins Journal and Remarks en sådan succé att den senare samma år publicerades separat.
Tidigt år 1842 skrev Darwin om sina idéer till Lyell, som anmärkte att hans allierade "förnekar att han ser en början till varje grupp arter". Darwins bok The Structure and Distribution of Coral Reefs om hans teori om atollbildning publicerades i maj efter över tre års arbete. I maj och juni skrev han en "pennskiss" av sin teori om naturligt urval. För att undfly stressen i London flyttade familjen till det lantliga Down House i september. Den 11 januari 1844 nämnde Darwin sina teorier för botanisten Joseph Dalton Hooker, och skrev med melodramatisk humor "det är som att bekänna ett mord". Hooker svarade "Det kan enligt min åsikt ha funnits en serie tillkomster på olika ställen, och även en gradvis förändring av arter. Jag kommer att bli förtjust att höra hur du tror att denna förändring kan ha skett, då inga för närvarande uttänkta uppfattningar tillfredsställer mig om ämnet."

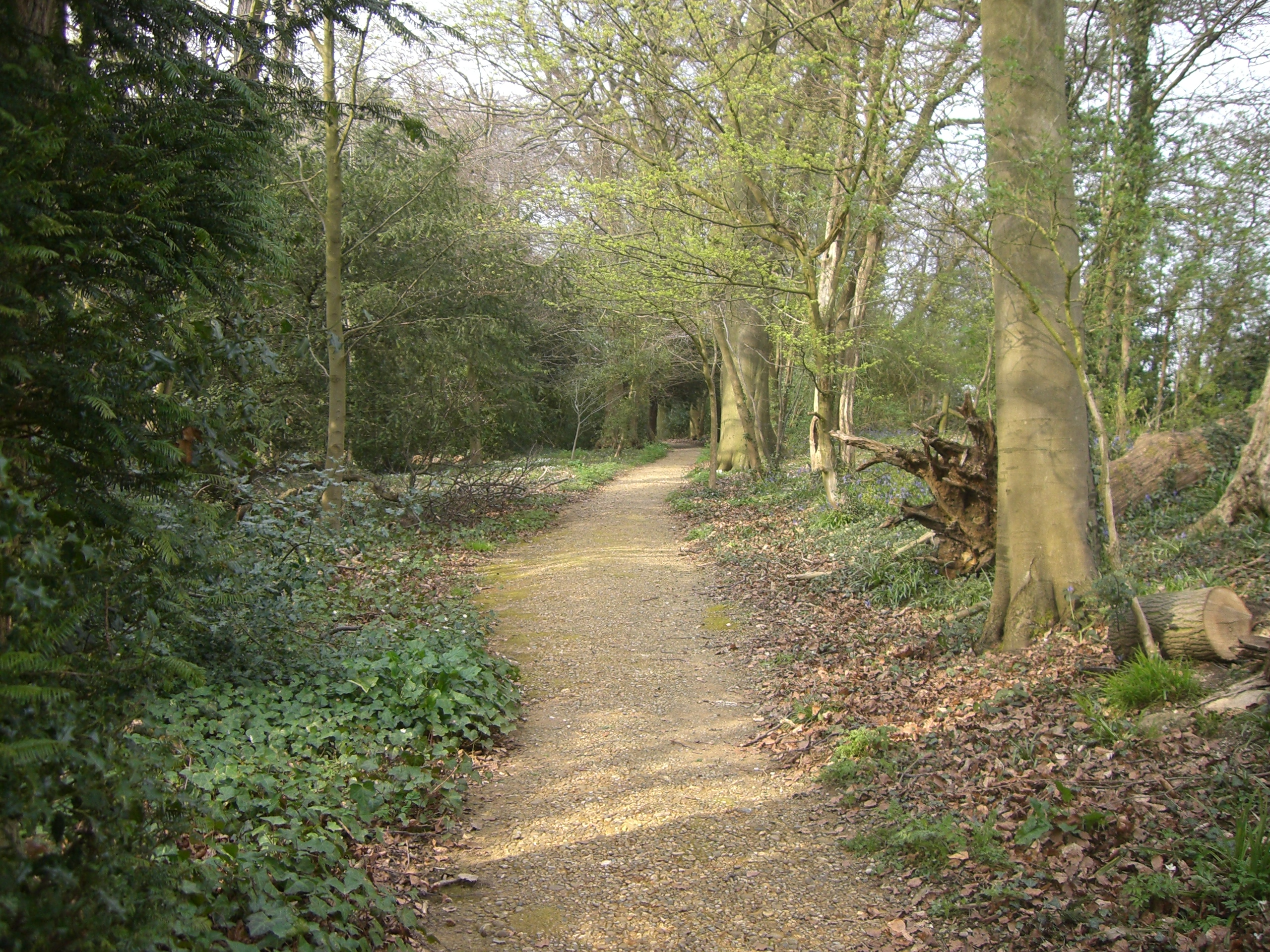
Darwins "sandpromenad" vid Down House var hans vanliga "tankestig".

I juli hade Darwin utökat sin "skiss" till en "Essä" på 230 sidor, som skulle utökas med hans forskningsresultat om han dog i förtid. I november utbröt en offentlig kontrovers rörande idéer om evolutionära framsteg i den anonymt publicerade Vestiges of the Natural History of Creation, en välskriven bästsäljare som breddade det allmänna intresset för arternas omvandling. Darwin ringaktade dess amatörmässiga geologi och zoologi, men omprövade noggrant sina egna argument.
Darwin färdigställde sin tredje geologiska bok år 1846. Han återupplivade nu sin fascination och expertis rörande havslevande ryggradslösa djur, som gick tillbaka till hans studenttid med Grant, genom att dissekera och klassificera de rankfotingar han hade samlat på resan. Han uppskattade att observera vackra strukturer och tänka på jämförelser med besläktade strukturer. År 1847 läste Hooker "Essän" och skickade noter med den lugna kritiska återkoppling som han behövde, men Hooker ville inte förbinda sig och ifrågasatte Darwins motstånd mot fortlöpande skapelsehandlingar.
I ett försök att förbättra sin kroniska ohälsa åkte Darwin år 1849 till Dr. James Gullys spa i Malvern och blev förvånad över att få viss hjälp av hydroterapi. Sedan år 1851 insjuknade hans kära dotter Annie, vilket återuppväckte hans rädsla att hans sjukdom kunde vara ärftlig, och efter en lång serie kriser dog hon.
Under åtta års arbete om rankfotingar (Cirripedia) hjälpte Darwins teori honom att hitta "homologier" som visade att något ändrade kroppsdelar tjänade olika funktioner för att möta nya villkor, och i några släkten hittade han mycket små hanar som parasiterade på hermafroditer, vilket uppvisade ett mellanstadium i utvecklingen av distinkta kön. År 1853 belönades han för detta med Royal Societys Royal Medal, och det gjorde honom känd som biolog. Han återupptog arbetet med sin teori om arterna 1854, och i november insåg han att skillnader i avkomlingars karaktär kunde förklaras med att de anpassade sig till "olika platser i naturens ekonomi".

### Teorin om naturligt urval publiceras

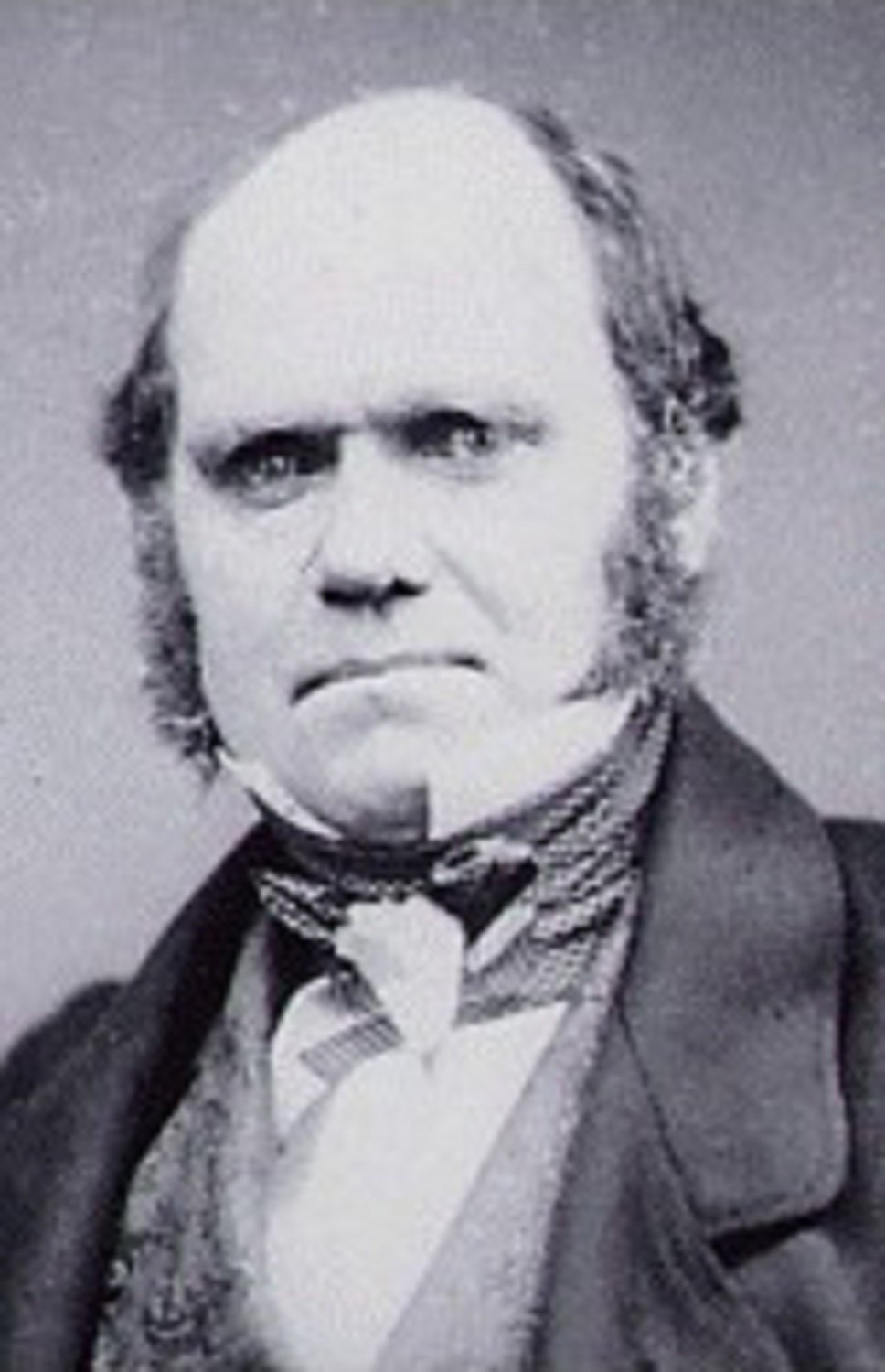
Darwin tvingades till en snabb publicering av sin teori om naturligt urval.

Vid början av 1856 undersökte Darwin huruvida ägg och frön kunde överleva resor över havsvatten för att sprida arter över hav. Hooker tvivlade mer och mer på den traditionella synen att arter var fasta, men deras unge vän Thomas Henry Huxley var bestämt emot evolution. Lyell fängslades av Darwins spekulationer utan att inse deras omfattning. När han läste en uppsats av Alfred Russel Wallace om arters "inledning" (Introduction) såg han likheter med Darwins tankar och uppmanade honom att publicera för att fastslå företrädesrätt. Fastän Darwin inte såg något hot började han arbeta på en kort uppsats. Att finna svar på svåra frågor uppehöll honom upprepade gånger, och han utökade sina planer till en "stor bok om arter" med titeln Natural Selection. Han fortsatte sina forskningar och mottog information och prover från naturalister i hela världen, däribland Wallace som arbetade på Borneo. Den amerikanske botanisten Asa Gray visade liknande intressen, och den 5 september 1857 skickade Darwin ett detaljerat utkast av sina idéer, däribland en sammanfattning av Natural Selection, till Gray. I december fick Darwin ett brev från Wallace som frågade om boken skulle undersöka människans ursprung. Han svarade att han skulle undvika det ämnet, "så omgivet av fördomar", samt uppmuntrade Wallaces teoretiserande och tillade att "jag går mycket längre än du"
Darwins bok hade kommit halvvägs när han, den 18 juni 1858, mottog en uppsats från Wallace som beskrev naturligt urval. Chockad att han hade "förekommits" skickade Darwin den vidare till Lyell, som efterfrågats, och, fastän Wallace inte hade bett om publicering föreslog han att han skulle skicka den till vilken tidskrift som Wallace än valde. Hans familj var i kris och barn i byn dog av scharlakansfeber, och han lade avgörandet i händerna på Lyell och Hooker. De beslöt sig för en gemensam presentation vid Linnean Society den 1 juli. Darwins späda son dog dock av scharlakansfeber och han var för bestört för att närvara.
Omedelbart efter detta offentliggörande av teorin blev det inte mycket uppmärksamhet. Efter att uppsatsen hade publicerats i sällskapets tidskrift i augusti omtrycktes den i flera tidskrifter och det blev några recensioner och brev, men sällskapets ordförande anmärkte i maj 1859 att året inte hade kännetecknats av några revolutionerande upptäckter. Bara en recension grämde honom tillräckligt mycket för att Darwin skulle komma ihåg den senare. Professor Samuel Haughton i Dublin hävdade att "allt som var nytt i dem var falskt, och det som var sant var gammalt." Darwin kämpade i tretton månader med att framställa ett sammandrag av sin "stora bok". Han led av ohälsa men fick ständig uppmuntran från sina vänner i den vetenskapliga världen. Lyell ordnade så att boken blev utgiven av förlaget John Murray.
Om arternas uppkomst (fullständig originaltitel On the Origin of Species by Means of Natural Selection, or The Preservation of Favoured Races in the Struggle for Life) visade sig bli oväntat populär, och hela lagret på 1250 exemplar övertecknades när det salufördes till bokhandlare den 22 november 1859. I boken framförde Darwin "ett långt resonemang" av detaljerade observationer, slutsatser och bedömning av förutsedda invändningar. Hans enda hänsyftning på människans evolution var underdriften att "ljus kommer att kastas på människans ursprung och hennes historia". Hans teori framförs enkelt i inledningen:
| ” | Då många flera individer av varje art föds än möjligt kan överleva, och då, följaktligen, det finns en ofta återkommande kamp för tillvaron, följer det att varje varelse, om den varierar aldrig så lite på något sätt som är gynnsamt för den själv, under livets komplexa och ibland varierande villkor, kommer att ha en bättre chans att överleva, och därmed bli naturligt utvald. Från den starka principen om arv, kommer varje urvald variant tendera att fortplanta sin nya och modifierade form. | „ |

Han framlade starka skäl för gemensamt ursprung, men undvek den då kontroversiella termen "evolution", och drog i slutet av boken slutsatsen att: 
| ” | Det finns storhet i denna syn på livet, med dess olika makter, som ursprungligen andats in i några få former eller i en, och att, medan denna planet har fortsatt att rotera enligt den fasta lagen om tyngdkraft, från en så enkel början ett ändlöst antal av de mest vackra och underbara former har utvecklats och håller på att utvecklas. | „ |

Det faktum att Darwin väntade med att publicera sin teori tror man berodde på det politiska och religiösa klimat som rådde i England. De evolutionsteorier som var i omlopp sedan 1700-talets slut byggde på att varje djurart skapats direkt av Gud, och ersattes av Gud när miljön förändrades. Under främst 1800-talets första hälft fördömdes alla som publicerade ogudaktiga teorier om evolution.
I stället för att alienera sig från den etablerade forskarvärlden och sälla sig till högljudda och marginaliserade samhällsomstörtare genom att publicera sin teori direkt, ägnade Darwin nästan 20 år till att samla belägg för sin teori och samtidigt publicera ytterligare storartade – men rumsrena – vetenskapliga verk.

### Reaktioner på publiceringen
Boken väckte internationellt intresse, med mindre kontrovers än den som hade mött den populära Vestiges of the Natural History of Creation. Fastän Darwins sjukdom höll honom borta från de offentliga debatterna granskade han ivrigt det vetenskapliga gensvaret. Han kommenterade pressklipp, recensioner, artiklar, satirer och karikatyrer och brevväxlade med kollegor över hela världen. Darwin hade bara sagt "Ljus kommer att kastas på människans ursprung", men den första recensionen hävdade att boken gjorde en troslära av idén om "människor från apor" från Vestiges. Bland tidiga välvilliga gensvar fanns Huxleys recensioner, som drämde till mot Richard Owen, ledaren för det vetenskapliga etablissemang som Huxley försökte störta. När Owens recension kom anslöt den sig till dem som attackerade boken.
Engelska kyrkans svar var blandat. Darwins gamla lärare i Cambridge Sedgwick och Henslow förkastade idéerna, men liberala präster tolkade det naturliga urvalet som ett instrument utformat av Gud, och prästen Charles Kingsley såg det som "en lika ädel idé om gudomlighet". År 1860 vände utgivningen av Essays and Reviews av sju liberala anglikanska teologer kyrkans uppmärksamhet bort från Darwin. Dess idéer som historisk-kritisk metod attackerades av kyrkliga auktoriteter som kätteri. I boken hävdade Baden Powell att mirakel bröt mot Guds lagar, så att tro på dem var ateistiskt, och prisade "Herr Darwins mästerliga volym [som stöder] den stora principen om naturens självutvecklande krafter". Asa Gray diskuterade teleologi med Darwin, som importerade och spred Grays skrift om teistisk evolution, Natural Selection is not inconsistent with Natural Theology. 
I en legendarisk konfrontation vid den offentliga evolutionsdebatten i Oxford 1860 under ett möte med British Association for the Advancement of Science argumenterade biskopen av Oxford Samuel Wilberforce, fastän han inte var motståndare till idén om arternas omvandling, mot Darwins förklaring. Under den påföljande debatten argumenterade Joseph Hooker starkt för Darwin och Thomas Huxley etablerade sig som “Darwins bulldog”. Båda sidor kände sig som segrare när de kom därifrån. Huxley hävdade att han, när han tillfrågades av Wilberforce om han härstammade från apor på sin farfars sida eller sin farmors sida, muttrade: "Herren har lämnat honom i mina händer" och svarade att han "hellre skulle härstamma från en apa än från en kultiverad man som använde sina gåvor inom kultur och vältalighet i fördomens och falskhetens tjänst".

Medan "darwinismen" i stor utsträckning blev accepterad på 1870-talet symboliserade karikatyrer av honom med en apas kropp evolutionen.

Till och med Darwins nära vänner Gray, Hooker, Huxley och Lyell uttryckte fortfarande olika reservationer men gav starkt stöd, liksom många andra gjorde, särskilt yngre naturalister. Gray och Lyell sökte en försoning med tron, medan Huxley frammålade en polarisering mellan religion och vetenskap. Han bedrev en stridbar kampanj mot prästerskapets makt inom utbildningen, och syftade till att omkullkasta prästernas och aristokratiska amatörers dominans under Owen till förmån för en ny generation professionella vetenskapsmän. Owen hävdade felaktigt vissa anatomiska skillnader mellan apors och människors hjärnor, och anklagade Huxley för att förespråka människans härstamning från apor. Huxley gjorde gladeligen just det, och hans kampanj över två år var förkrossande framgångsrik i att köra ut Owen och det "gamla gardet".
Om arternas uppkomst översattes till många språk, blev en vetenskaplig standardtext som tilldrog sig hänsynsfull uppmärksamhet från alla samhällsskikt, däribland arbetare som flockades till Huxleys föreläsningar. Darwins teori genljöd också med olika rörelser i tiden och blev ett viktigt föremål för populärkulturen.
Darwinism blev en rörelse som täckte en stor uppsättning idéer om evolution. År 1863 populariserade Lyells Geological Evidences of the Antiquity of Man förhistoria, men hans försiktighet om evolutionen gjorde Darwin besviken. Några veckor senare visade Huxleys Evidence as to Man's Place in Nature att människor anatomiskt sett är apor, och sedan gav The Naturalist on the River Amazons av Henry Walter Bates empirisk bevisning för det naturliga urvalet. Efter lobbyarbete fick Darwin Storbritanniens högsta vetenskapliga ärebetygelse, Royal Societys Copley Medal, den 3 november 1864. Den dagen höll Huxley det första mötet i det som kom att bli den inflytelserika X Club som tillägnades "vetenskapen, ren och fri, obehindrad av religiösa dogmer". 1865 invaldes Darwin som utländsk ledamot av Kungliga Vetenskapsakademien.

### Människans härledning och könsurvaletoch botanik

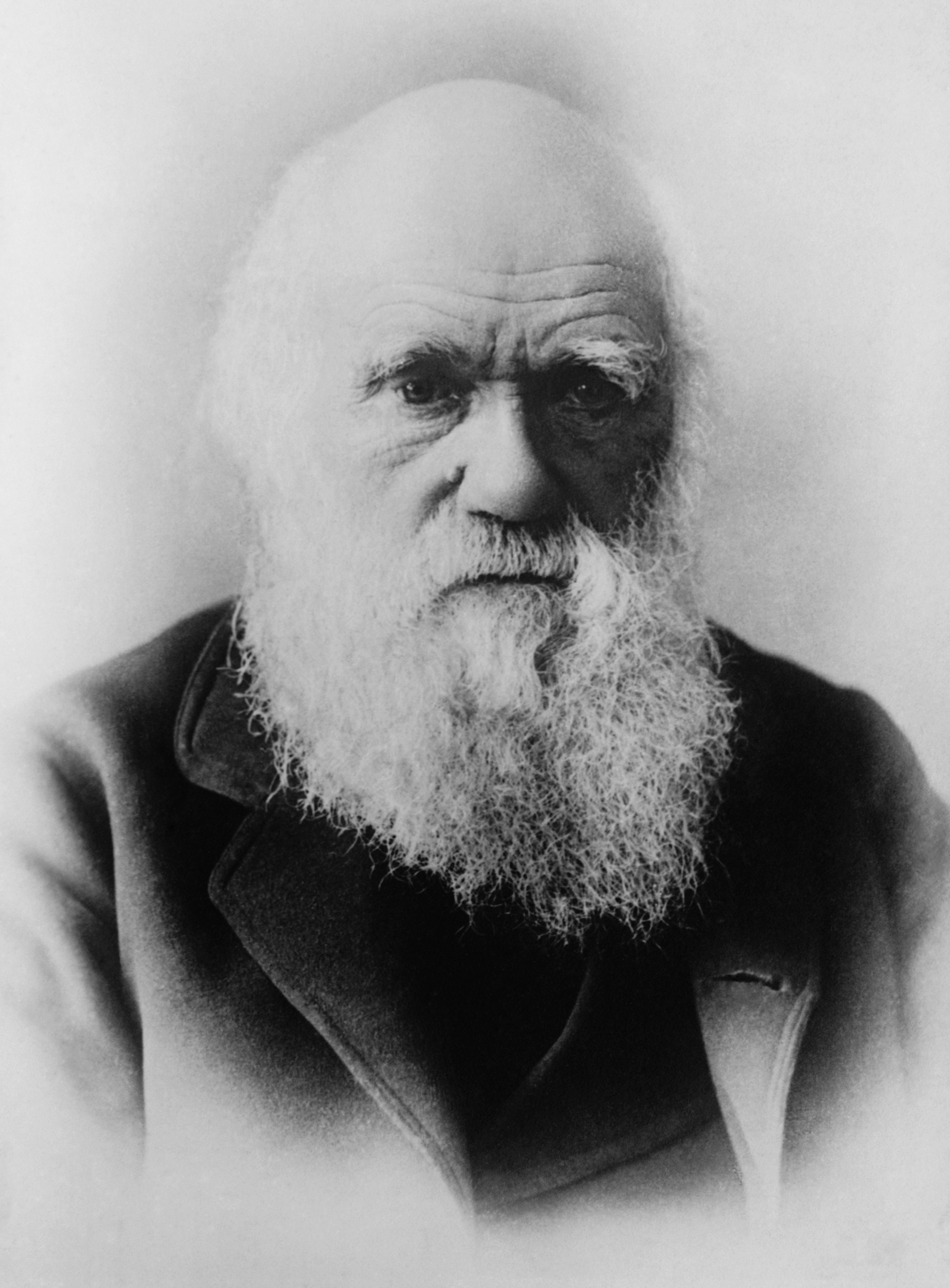
Vid år 1879 hade en mer och mer känd Darwin lidit år av sjukdom.

Trots upprepade anfall av sjukdom under de sista tjugotvå åren av hans liv fortsatte Darwins arbete. Sedan han givit ut Om arternas uppkomst som en sammanfattning av sin teori, fortsatte han att experimentera, forska och skriva på sina "stora bok", som täckte människans härstamning från tidigare djur, inklusive utvecklingen av samhället och av människans mentala förmågor, samt spred sin forskning till innovativa studier av växter och förklaringar till dekorativ skönhet hos djur. 
Undersökningar om insektpollinering ledde 1861 till nydanande studier av vilda orkidéer, som visade att deras blommor anpassade sig för att attrahera specifika fjärilar till varje art och säkerställa heterosiseffekt. Fertilisation of Orchids, som gavs ut 1862, gav Darwins första detaljerade demonstration av makten hos naturligt urval, förklarade de komplexa ekologiska relationerna och gjorde testbara förutsägelser. Medan hans hälsa försämrades låg han på sin sjuksäng i ett rum fyllt med uppfinningsrika experiment för att spåra klätterväxters rörelser. Bland hans beundrande besökare fanns Ernst Haeckel, en ivrig anhängare av darwinismen i en översättning som favoriserade ortogenes framför naturligt urval. Wallace fortsatte att ge sitt stöd, även om han i ökande grad vände sig till spiritism.
Den första delen av Darwins planerade “stora bok”, Variation of Plants and Animals Under Domestication, växte till två omfattande band, vilket tvingade honom att utelämna människans utveckling och sexuellt urval. Den såldes livligt 1868 trots sin storlek, och översattes till många språk. Han skrev större delen av ett andra avsnitt om naturligt urval, men det förblev outgivet under hans livstid.

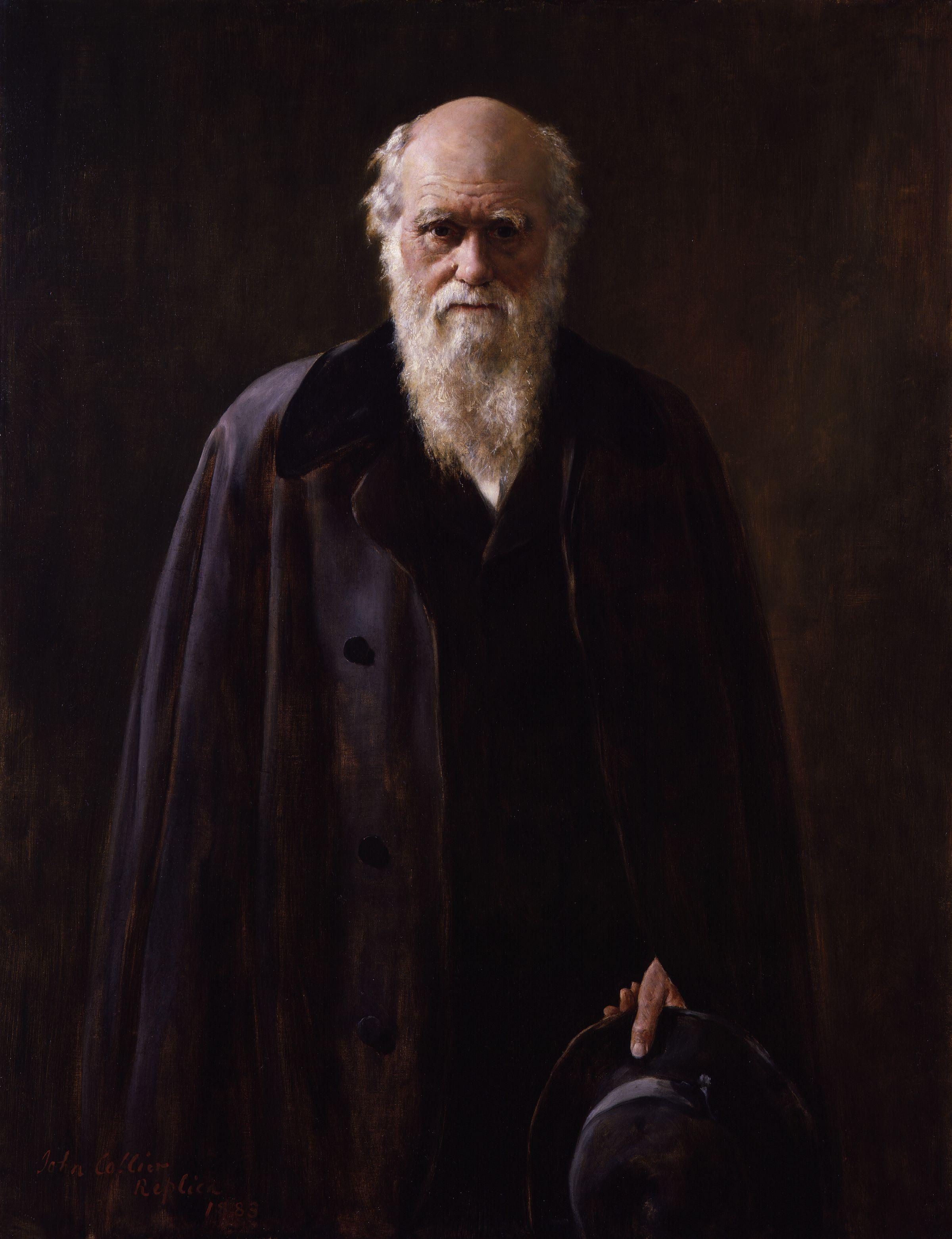
Fortfarande 1881 arbetade Darwin med sina bidrag till evolutionstänkandet som hade fått en oerhörd verkan på flera naturvetenskapliga fack.

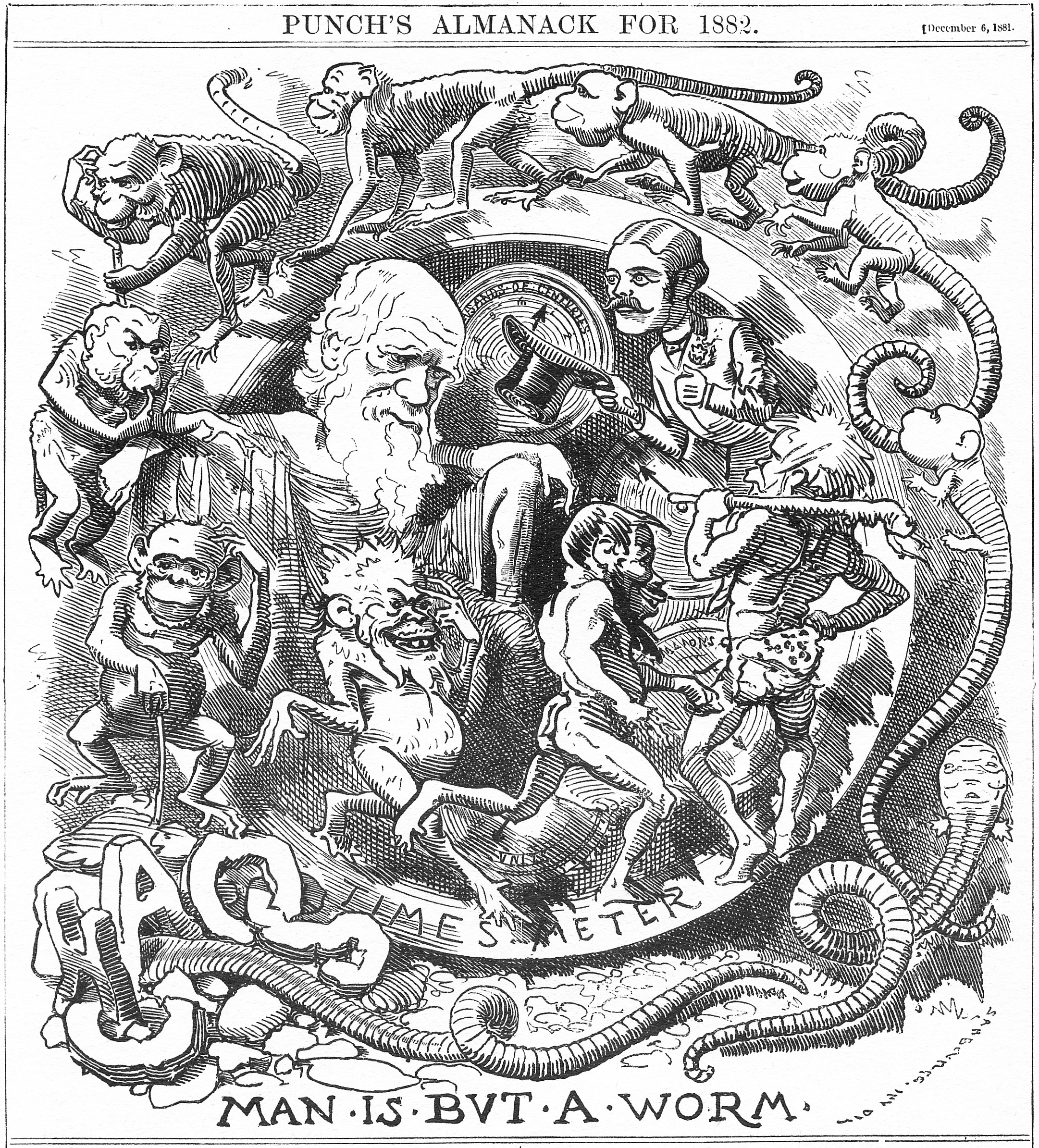
Punchs almanacka för 1882, utgiven kort före Darwins död, avbildar honom under evolution från kaos till viktoriansk gentleman med titeln Man Is But A Worm ("Människan är blott en mask").

Lyell hade redan populariserat människans förhistoria, och Huxley hade visat att människor anatomiskt är apor. Med Människans härledning och könsurvalet, utgiven  1871, visade Darwin med belägg från ett flertal källor att människor är djur, visade kontinuitet i fysiska och mentala attribut, och framlade sexuellt urval som förklaring till opraktiska drag hos djur såsom påfågelns fjäderdräkt samt människans utveckling av kultur, skillnader mellan kön, och fysiska och kulturella rasmässiga kännetecken, samtidigt som han betonade att alla människor tillhör samma art. Hans forskning med användning av bilder utökades i hans bok från 1872 The Expression of the Emotions in Man and Animals, en av de första böckerna som innehöll tryckta fotografier, som diskuterade den mänskliga psykologins evolution och dess kontinuitet med djurs beteenden. Båda böcker blev mycket populära, och Darwin imponerades av det allmänna godkännande som mött hans åsikter. Han anmärkte att "alla talar om det utan att bli chockerade." Hans slutsats var "att människan med alla hennes ädla egenskaper, med sympati som känner för de mest förnedrade, med välvilja som utsträcker sig inte bara till andra människor utan till den enklaste levande varelsen, med sitt gudalika intellekt som har trängt in i solsystemets rörelser och struktur-med alla dessa upphöjda förmågor-bär människan fortfarande i sin kroppsliga form det outplånliga märket av sitt låga ursprung."
Hans evolutionsrelaterade experiment och undersökningar kulminerade i böcker om klätterväxters rörelser, köttätande växter, effekterna av kors- och självbefruktning av växter, olika former av blommor på växter av samma art, och Rörelseförmågan hos växter (The Power of Movement in Plants). I sin sista bok återvände han till hur maskarna bildar mull (The Formation of Vegetable Mould through the Action of Worms).
Han dog i Downe, Kent, England, den 19 april 1882. Han hade väntat sig att bli begravd i St Mary’s kyrkogård i Downe, men på Darwins kollegors begäran ombesörjde William Spottiswoode (ordförande i Royal Society) att Darwin gavs en statsbegravning och begravdes i Westminster Abbey, nära John Herschel och Isaac Newton. Darwin var en av fem brittiska icke kungliga personer under 1800-talet som fick en statlig begravning.
Darwins hus i Bromley utanför London är nominerat till Unescos världsarvslista. Huset med tillhörande botaniska trädgård var vetenskapsmannens hem i 40 år.

## Darwins barn
Paret Darwin hade tio barn: två dog i lindan, och Annies död vid tio års ålder hade en förödande effekt på föräldrarna. Charles var en hängiven pappa och ovanligt uppmärksam på sina barn. Närhelst de insjuknade fruktade han att de skulle ha ärvt svagheter från inavel på grund av det nära släktskap han delade med sin hustru och kusin, Emma Wedgwood. Han undersökte denna fråga i sina skrifter. Trots hans rädsla hade de flesta av de överlevande barnen senare framgångsrika karriärer som framstående medlemmar av den prominenta familjen Darwin-Wedgwood.
Av hans efterlevande barn blev George, Francis och Horace stipendiater i Royal Society. Detta som astronom, botaniker och civilingenjör. Hans son Leonard, å andra sidan, gjorde karriär som soldat, politiker, ekonom, och mentor till statistikern och biologen Ronald Fisher.

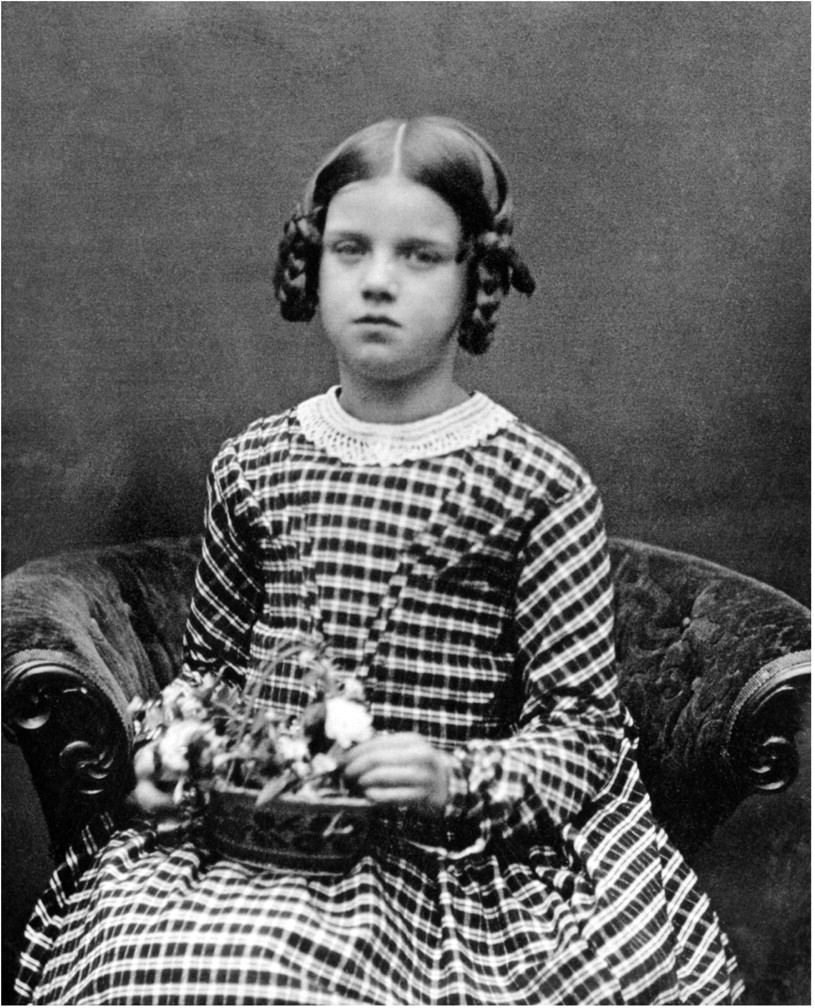
År 1851 blev Darwin förkrossad när hans dotter Annie dog. Vid denna tid hade hans kristna tro avtagit och han hade slutat gå i kyrkan.

## Religiösa uppfattningar
Först efter publiceringen av Om arternas uppkomst började spridningen av de teorier som idag är kända som darwinismen ta fart. Det ledde mycket snabbt till ett starkt uppsving för evolutionsteorier, men ironiskt nog och till Darwins stora förtret hade många svårt att acceptera kärnan i hans teori – det naturliga urvalet.
Det mest radikala elementet i hans teori, som väckte mest motstånd bland religiösa, hos allmänheten, och i forskarvärlden – att människan och apor har ett gemensamt ursprung – sparade Darwin taktiskt till Människans härledning och könsurvalet (Descent of Man) som publicerades först 1871, för att inte riskera att väcka för starka negativa reaktioner. Men även då fick den åldrade och sjuklige Darwin utstå hård kritik, särskilt från kyrkan. Darwin såg sig dock inte själv som ateist.
När han skrev Om Arternas uppkomst var tanken om en första orsak stark i hans sinne men sedan blev den gradvis allt svagare. När han gick ombord på Beagle var han väldigt ortodox i sin kristna tro men undan för undan såg han Bibeln som ungefär vilken religiös skrift som helst och frånstöttes av att Gud beskrivs som en hämndlysten tyrann (revengeful tyrant skriver han i självbiografin). Genom vidare reflektion kom Darwin till ståndpunkten att kristendomens mirakler är högst osannolika på grund av naturens lagbundenhet. Det och att han inte kunde hitta någon trovärdig grund för evangeliernas berättelser gjorde att han kom att tvivla på kristendomen som gudomlig uppenbarelse.
Darwins diskussion om sin religiösa tro i självbiografin är som vanligt i Darwins fall väldigt ärlig och han är inte rädd för att analysera argument både för och mot Guds existens. Till slut kommer han dock till slutsatsen att: :"Jag kan inte låtsas kasta det minsta ljus över sådana dunkla problem. Mysteriet med alltings början är olöslig för oss; och jag för min del måste nöja mig med att förbli agnostiker."
Darwins familjetradition var nonkonformistisk unitarism, medan hans far och farfar var fritänkare, och hans dop och internatskola var anglikanska. När han åkte till Cambridge för att bli anglikansk präst tvivlade han inte på att Bibeln var bokstavligt sann. Han lärde sig John Herschels vetenskap som, liksom William Paleys naturliga teologi, sökte förklaringar i naturlagar i stället för mirakel och såg arters anpassning som ett bevis för ändamålsenlighet. På resan med Beagle letade Darwin efter "skapelsecentrum" för att förklara utbredning, och relaterade myrlejonsländor som hittats nära känguruer till distinkta "skapelseperioder". Han förblev ganska ortodox och citerade Bibeln som auktoritet i moralfrågor.
När han kom tillbaka var han kritisk mot Bibeln som historia, och undrade varför inte alla religioner borde vara lika giltiga. Under de följande åren tänkte han mycket på religion, samtidigt som han intensivt spekulerade om geologi och arternas omvandling. Han disktuterade öppet religionsfrågor med Emma, vars trosuppfattningar också kom från intensivt studium och ifrågasättande. Paleys teodicé och Thomas Malthus rättfärdigade onda ting som svält som ett resultat av en välvillig skapares lagar som i det stora hela hade en god effekt. Enligt Darwins uppfattning producerade det naturliga urvalet den goda saken anpassning men behovet av design försvann, och han kunde inte se en allsmäktig gudomlighets verk i all smärta och allt lidande såsom att parasitsteklar paralyserar fjärilslarver som levande föda för sina ägg. Han betraktade fortfarande organismer som perfekt anpassade, och Om arternas uppkomst avspeglar teologiska synsätt. Fastän han såg på religion som en överlevnadsstrategi för stammar, trodde Darwin ännu att Gud var den yttersta lagstiftaren.
Darwin fortsatte att spela en ledande roll i den lokala kyrkans församlingsarbete, men från omkring 1849 tog han en promenad på söndagar medan hans familj var i kyrkan. Fastän han var tystlåten om sina religiösa åsikter, svarade han 1879 att han aldrig hade varit ateist i betydelsen att förneka existensen av en Gud, och att i allmänhet "en agnostiker skulle vara den mer korrekta beskrivningen av mitt själstillstånd."
Det har hävdats att Darwin omvände sig och tog avstånd från evolutionsteorin på sin dödsbädd. Denna så kallade Lady Hope Story har dock visat sig vara osann, och Darwins arvingar som var med vid dödsbädden, varav några kristna, tog kraftfullt avstånd från den,och den har förkastats av historiker.Hans sista ord var till sin familj. Han sade till Emma "Jag är inte det minsta rädd för döden – Kom ihåg vilken god hustru du har varit för mig – Säg till alla mina barn att minnas hur bra de har varit mot mig". När hon sedan lade sig att vila sade han upprepade gånger till Henrietta och Francis "Det är nästan värt besväret att vara sjuk för att bli omhändertagen av er".

## Utmärkelser
- Asteroiden 1991 Darwin är uppkallad efter honom och sonen George Darwin.[175]

- Royal Medal,  1853
- Wollastonmedaljen,  1859[176]
- Copleymedaljen,  1864[177]
- Pour le Mérite för vetenskap och konst,  1868[178]
- Honorary Fellow of the Royal Society Te Apārangi[179]
- Bressapriset,  1875[180]
- Hedersdoktor vid Universitetet i Leiden,  1875[181]
- Balymedaljen,  1879
- Fellow of the Royal Society
- Fellow of the Geological Society[182]
- Fellow of the Linnean Society of London
- Fellow of the Royal Geographical Society
- Darwinmedaljen

[Redigera Wikidata]